# 堺市立東百舌鳥中学校
堺市立東百舌鳥中学校（さかいしりつ ひがしもず ちゅうがっこう）は、大阪府堺市中区にある公立中学校。
堺市立陵南中学校の分校を母体として、1966年に独立校として開校した。その後の校区の急速な宅地化に伴って生徒数が急増して学校規模が過大になったため、1980年代初頭に2中学校を相次いで分離している。

## 沿革
- 1965年10月26日 - 新設中学校開設準備委員会が結成される。
- 1966年2月1日 - 新設校の校名が「堺市立東百舌鳥中学校」と決定。
- 1966年4月1日 - 現在地に開校。堺市立陵南中学校分校所属の2-3年生を同校に移籍。
- 1980年4月1日 - 堺市立中百舌鳥中学校を分離。
- 1981年4月1日 - 堺市立深井中学校を分離。

## 通学区域
- 堺市立土師小学校と堺市立東百舌鳥小学校の通学区域全域。
- 堺市立白鷺小学校の通学区域の一部。
  - 堺市中区 土塔町、土師町、大野芝町、学園町、新家町、深井畑山町2625番地。
  - 堺市東区 野尻町、白鷺町3丁14街区。

## 交通
- 南海バス 新家町バス停 北西へ約500m。
- 南海高野線 白鷺駅 南へ約1.4km。
- 南海高野線 初芝駅 西へ約1.9km。
- 南海泉北線 深井駅 北東へ約1.9km。